# Рентгеновская оптика
Рентге́новская о́птика — отрасль прикладной оптики, изучающая процессы распространения рентгеновских лучей в средах, а также разрабатывающая элементы для рентгеновских приборов. Рентгеновская оптика, в отличие от обычной, рассматривает отражение и преломление электромагнитных волн в диапазоне длин волн рентгеновского 10−4 до 100 Å (от 10−14 до 10−8 м) и гамма-излучений < 10−4 Å.

## Общие сведения
Одной из причин развития рентгеновской оптики является возможность получения на рентгеновских микроскопах изображений объектов с невероятно малыми размерами за счёт повышения разрешающей способности оптических систем при использовании более коротких длин волн. Также рентгеновская оптика используется в рентгеновских лазерах и рентгеновских телескопах.
Материалы, используемые в обычной оптике, в рентгеновской оптике не применимы из-за близости к единице показателя преломления рентгеновских лучей для всех веществ. Другими словами, рентгеновские лучи проходят через вещество, практически не изменяя своего направления. Кроме того, рентгеновские лучи сильно поглощаются и рассеиваются в веществе вследствие фотоэффекта и эффекта Комптона.
Рентгеновская оптика имеет особенности по сравнению с обычной оптикой, так, например, слой воздуха толщиной 1 см практически полностью непрозрачен для мягкого рентгеновского излучения. Поэтому для работы рентгеновских оптических систем мягкого рентгеновского диапазона необходим вакуум, а рентгеновские телескопы запускаются в космос.

## История
Рентгеновская оптика берёт своё начало с открытия в 1895 году Вильгельмом Конрадом Рентгеном рентгеновского излучения.
После открытия началось исследование оптических свойств волн в диапазоне рентгеновского излучения, что привело к его практическому применению в медицине и технике.
В 1901 году, за своё открытие, Рентген получил первую Нобелевскую премию.
В 1912 году Макс Лауэ, Вальтер Фридрих, Пауль Книппинг определили волновую природу рентгеновского излучения. При взаимодействии рентгеновских лучей с кристаллами была зафиксирована интерференционная картина. За открытие дифракции рентгеновских лучей на кристаллах Лауэ в 1914 году была присуждена Нобелевская премия.
В это же время Уильям Генри Брэгг и его сын Уильям Лоренс Брэгг работали в университете города Лидса и в 1913 году, занимаясь исследованием взаимодействия рентгеновских лучей с веществом, установили закон, названный в их честь.
В результате появился новый метод исследования атомной структуры вещества — рентгеноструктурный анализ.
{\displaystyle 2d\sin \theta =n\lambda },
где {\displaystyle \theta } — угол скольжения — дополнительный угол к углу падения, λ — длина волны, n (n = 1,2…) — целое число называемое порядком дифракции.
В 1915 году отец и сын Брэгги получили Нобелевскую премию по физике за заслуги в исследовании кристаллов с помощью рентгеновских лучей.
Георгий Вульф, независимо от Брэггов, в 1913 году пришёл к тому же выводу, поэтому закон дифракции Брэга также называется условием Вульфа — Брэгга.

## Принципы работы
Главная задача рентгеновской оптики — фокусировка рентгеновских лучей. Поэтому важнейшими характеристиками оптических систем является фокусное расстояние и ширина выходного пучка. Существует несколько типов оптических систем зависящих от принципа работы.

### Отражательная рентгеновская оптика

Схема рентгеновского телескопа рентгеновской обсерватории космического аппарата XMM-Newton. Угол падения лучей очень близок к 90°.

#### Рентгеновское зеркало
Отражение электромагнитных волн от границы раздела двух сред описывается в оптике формулами Френеля. При падении рентгеновских лучей на зеркало при углах падения близких к нормальному коэффициент отражения оказывается слишком мал, то есть рентгеновские лучи практически не отражаются, а только поглощаются зеркалом или проходят сквозь него. Поэтому такие зеркала в рентгеновской оптике не используются. При увеличении угла падения коэффициент отражения растёт, что делает возможным использование зеркал «косого» падения (луч в них скользит вдоль поверхности зеркала), применяемых в рентгеновской астрономии (см. телескоп Вольтера).

#### Капиллярная оптика

Принцип работы капиллярного рентгеновского коллиматора

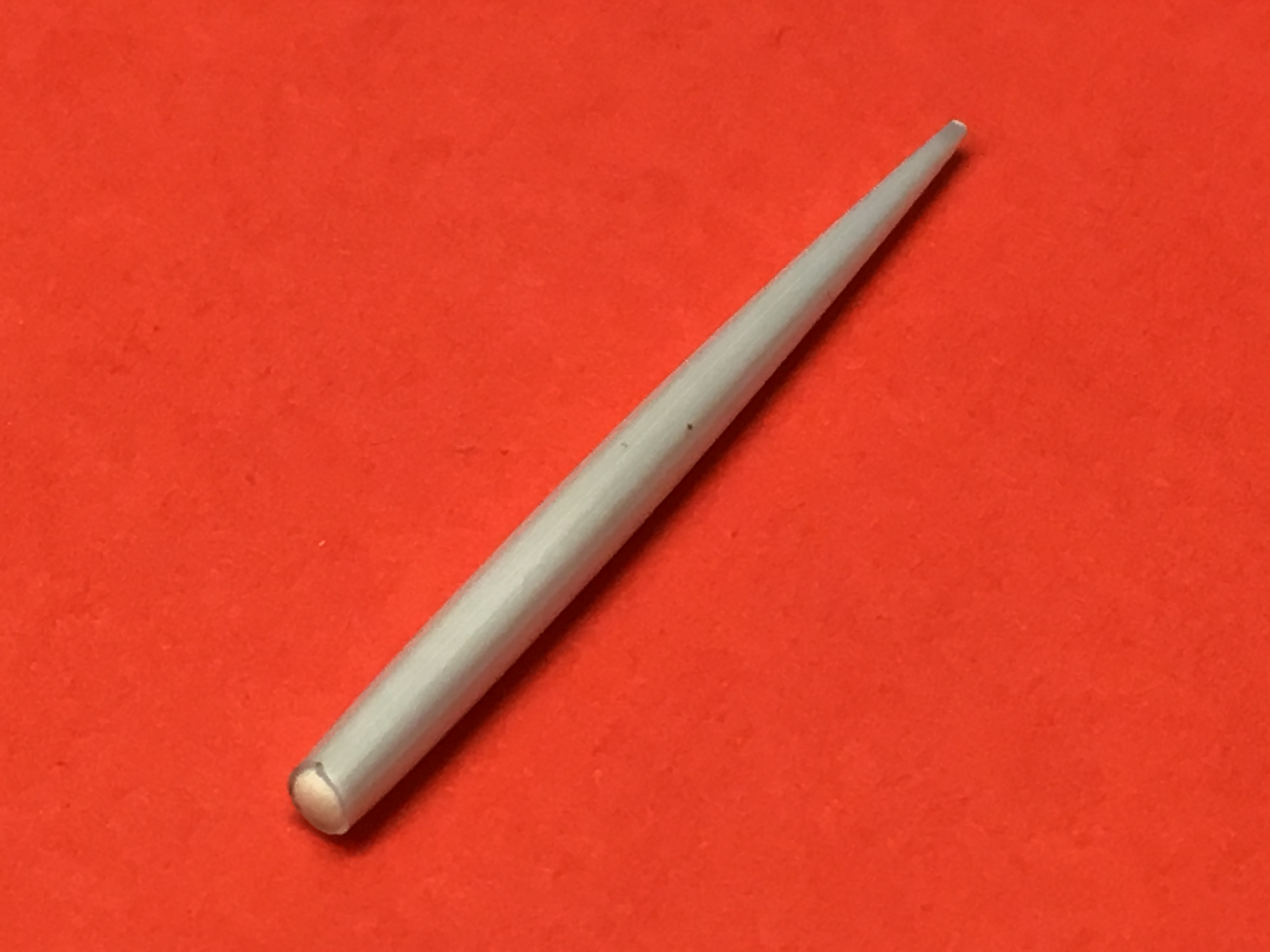
Многокапиллярная трубка для фокусировки рентгеновских лучей

Принцип работы рентгеновского коллиматора — пропускание потока рентгеновских лучей через поглощающее вещество со многими параллельными отверстиями — капиллярами.
Другое капиллярное устройство — фокусирующая капиллярная трубка, представляющее собой полую коническую трубку со сходящимися капиллярами. Вакуум для рентгеновских лучей является оптически более плотной средой, поэтому, если луч падает на гладкую поверхность капилляра под углом меньше некоторого критического, то он испытывает полное отражение. Этот принцип фокусировки реализован в оптике Кумахова.

#### Пористая оптика

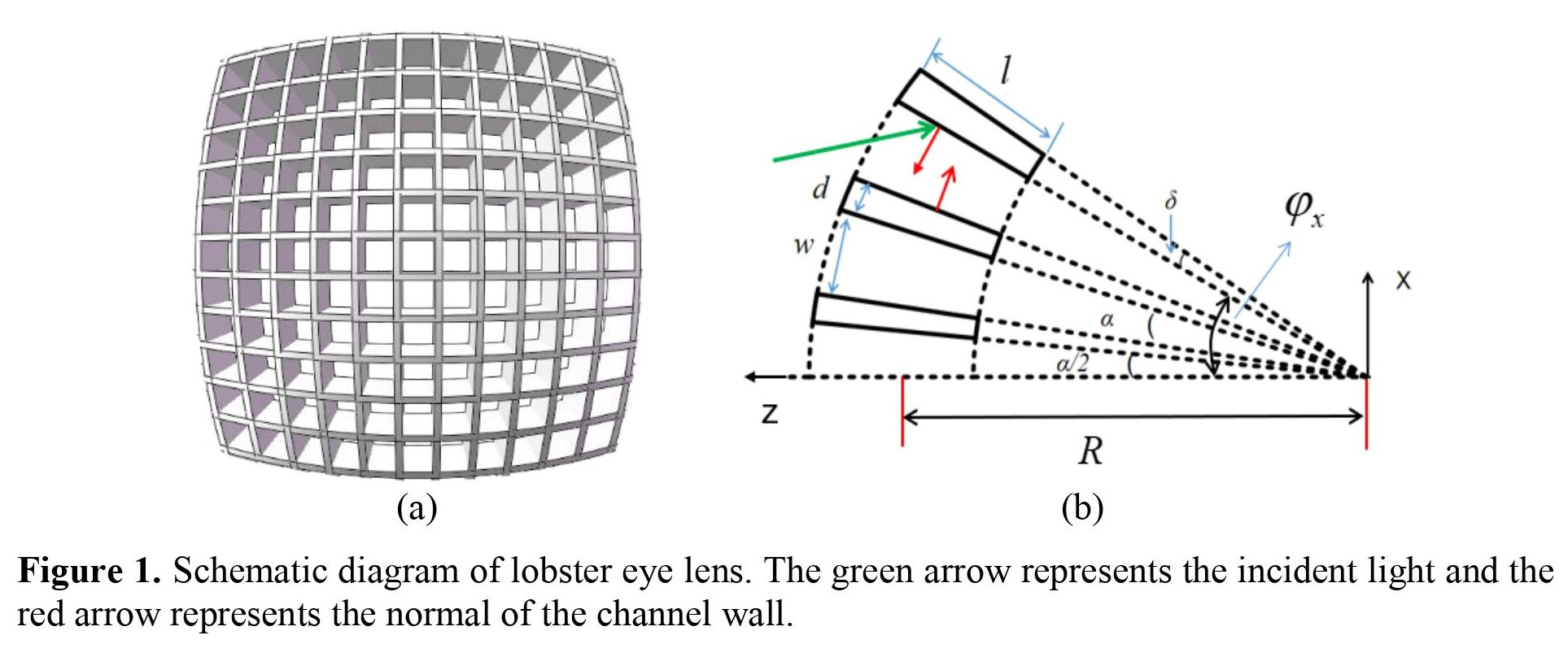
Схема оптической системы «глаз омара». Зелёная стрелка — падающий свет, красная стрелка — нормаль к стенке оптического канала.

Фокусирующая рентгеновская оптика может быть построена с помощью микропористых (микроканальных) пластин с размером отверстий 20-100 микрон и толщиной от единиц до десятков миллиметров. Две микропористых пластины со специально подобранными профилями позволяют сформировать структуру, реализующую оптику Вольтера I и обеспечивающую большую эффективную площадь при малой массе. Изогнутые микропористые пластины используются в объективах рентгеновских телескопов, построенных по схеме «глаз омара», обеспечивающих широкое поле зрения.

### Дифракционная оптика

#### Зонные пластинки
Зонная пластинка Френеля также может использоваться для фокусировки рентгеновских лучей. Принцип её фокусировки основан на делении волнового фронта на волновые зоны таким образом, что излучение соседних зоны оказываются в фазе. Например, если закрыть (затемнить) все чётные волновые зоны, то оставшиеся открытыми нечётные зоны будут излучать вторичные волновые фронты в одной фазе. В результате интерференции интенсивность в фокусе будет многократно увеличена. Впервые рентгеновские зонные пластинки получены в 1988 году в Lawrence Livermore National Laboratory.

#### Брэгг-френелевская оптика
Ширина зон во френелевской пластинке зависит от длины волны излучения, поэтому чем оно более монохроматично, тем лучше фокусирует пластинка. Поэтому зонную пластинку напыляют на монокристалл и монохроматичность излучения обеспечивается дифракцией Брэгга на кристаллических плоскостях.

### Рентгеновская оптика преломления

Составная преломляющая линза

В рентгеновском диапазоне практически все материалы имеют показатель преломления, близкий к единице, причём вакуум для рентгеновских лучей является оптически более плотной средой, чем вещество, поэтому фокусирующие линзы должны быть выполнены в виде пустот в материале. Кроме того, отдельная линза имела бы чрезвычайно большое фокусное расстояние, что делает её непригодной для применения.
Проблема укорочения фокусного расстояния решается созданием в определённом материале, прозрачном для рентгеновских лучей пустот определённого размера и формы, которые ведут себя как стопка линз, а также, путём создания отдельных параболических линз, набор из которых имеет достаточно короткое фокусное расстояние. Такие устройства в англоязычной литературе получили название Compound refractive lens (составные преломляющие линзы).

### Рентгеновские волноводы
Такие устройства являются аналогом устройств, используемых в обычной оптике. Излучение транспортируется по изогнутым волноводам и собирается в точку.

### Другие способы построения изображения
- Коллиматоры
- Кодирующая апертура